# Patrick Kavanagh (Dichter)

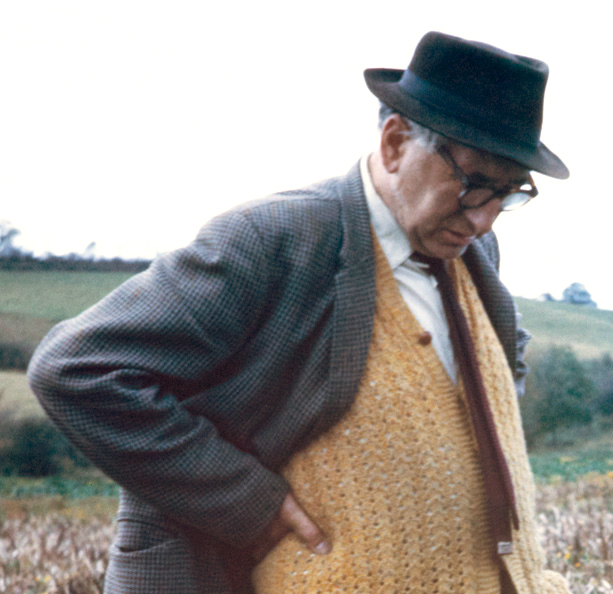
Patrick Kavanagh (1963)

Patrick Joseph Kavanagh (* 21. Oktober 1904 im Townland Mucker (irisch Mucair) bei Inniskeen, County Monaghan; † 30. November 1967 in Dublin) war einer der bekanntesten irischen Dichter und Schriftsteller des 20. Jahrhunderts.

## Leben

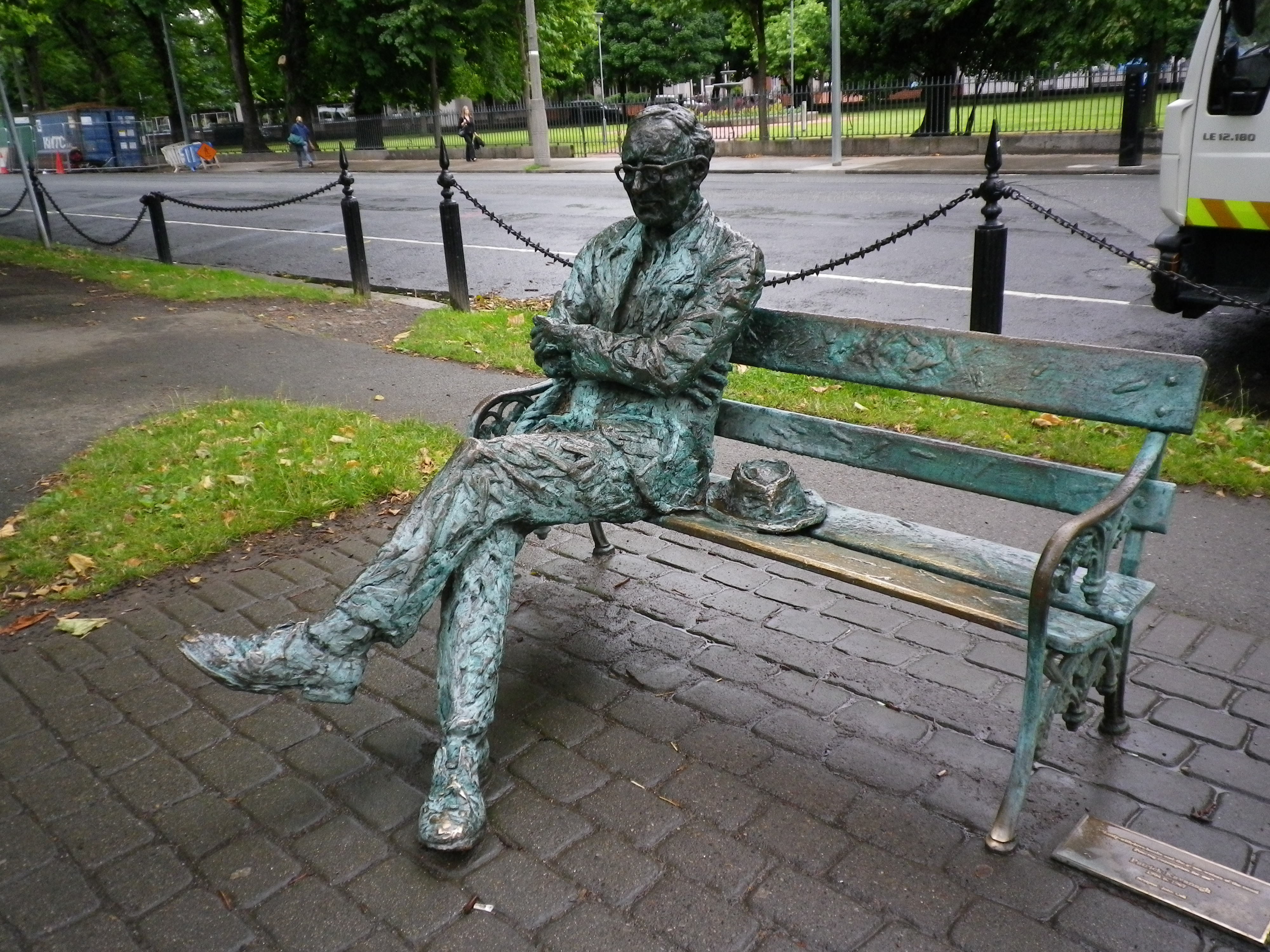
Kavanagh als Plastik in Dublin

Geboren wurde Kavanagh als Sohn des Farmers James Kavanagh und dessen Frau Bridget Quinn. Von 1909 bis 1916 besuchte er die Kednaminsha National School und arbeitete anschließend auf der Familienfarm.
Seine ersten Gedichte wurden 1928 vom Dundalk Democrat und dem Weekly Independent, weitere 1929 und 1930 von George William Russell in der Zeitung The Irish Statesman abgedruckt. 1930 pilgerte er nach Dublin, um Russell persönlich kennenzulernen, der ihm Frank O’Connor vorstellte. Ploughman und andere Gedichte wurden von Macmillan 1936 abgedruckt, kurz nachdem er auf der Suche nach neuer literarischer Inspiration und zum Schreiben neuer Gedichte nach London zog. Der Versuch schlug jedoch letztendlich fehl, da er in London nicht genug Geld für seinen Lebensunterhalt verdienen konnte, so dass Kavanagh nach Irland zurückkehrte. Seine Autobiografie The Green Fool erschien 1938, wurde aber von Oliver St. John Gogarty zurückgezogen. Sein 1946 geschriebenes Lied On Raglan Road wurde insbesondere durch die Interpretation von Luke Kelly bekannt.
Eines seiner längsten Gedichte,The Great Hunger, erschien 1942 und zog seinerzeit vor allem die Aufmerksamkeit von Zensoren und der Polizei auf sich und wurde verboten. Erst 1971 wurde es zusammen mit einem anderen unveröffentlichten Gedicht publik gemacht.
Kurz vor seinem Tod heiratete er im April 1967 Katherine Barry Moloney.

## Literarisches Werk
Patrick Kavanagh gilt als einer der interessantesten und zugleich widersprüchlichsten Vertreter der irischen Literatur nach der Irish Renaissance.
In einer für zahlreiche irische Schriftsteller charakteristischen Weise verschmelzen in seinem Werk eine leidenschaftliche Liebe zu seinem Heimatland einerseits und eine ebenso leidenschaftliche Kritik an seinem Land andererseits. Die Urteile über sein literarisches Schaffen fallen demgemäß höchst unterschiedlich aus; die Skala reicht von der Wertschätzung Kavanaghs als „Wegbereiter der modernen irischen Literatur“ bis hin zu einer völligen Abwertung als „provinzieller Widersacher einer innovativen Literaturentwicklung“.
Dabei machte es Kavanagh als Autor weder seinen Anhängern noch seinen Gegnern leicht. Anders als viele andere zeitgenössische irische Literaten folgte er nicht deren Weg, sein Heimatland voller Resignation zu verlassen, sondern wählte stattdessen seine ganz eigene Position als kämpferischer Außenseiter in einer spezifischen Form der inneren Emigration. Diese Haltung als Außenseiter, die er bis zu seinem Lebensende beibehielt, bildete den Ausgangspunkt sowohl seines literarischen als auch seines journalistischen Schaffens.
Aufgewachsen in der festgefügten Enge einer ländlichen Gemeinschaft, folgte er zunächst dem vorgegebenen Weg seines Vaters und trat in dessen Fußstapfen. Im Alter von 12 Jahren verließ er die Schule ohne jegliche Ermutigung, sich der Literatur zuzuwenden. Dennoch unternahm er bereits in diesem frühen Lebensalter seine ersten poetischen Versuche und war sein Leben lang um literarische Bildung bemüht. Das von ihm als solches empfundene Bildungsdefizit äußerte sich mitunter in einer Aggressivität, die sich auch in seinem wiederholten Auftreten einem weltgewandten städtischen Publikum gegenüber als ungehobelter Landbewohner zeigte.
Indes bildete seine scheinbar triviale dörfliche Herkunft und ländliche Umgebung für Patrick Kavanagh die Grundlage für viele seiner erkenntnisreichen tieferen Reflexionen. So ist in diesem Zusammenhang der Einfluss der mythologischen keltischen Naturlyrik auf sein Werk unübersehbar, die ihm selbst als mündlich weitergegebene Literatur in Erzählungen vermittelt wurde.
In seinem autobiografischen Roman The Green Fool aus dem Jahre 1938 tritt diese besondere Form der Naturbeschreibung deutlich hervor, wenngleich dieses Werk noch von dem versöhnlichen Ton eines ausgleichenden Humors durchzogen ist. Wesentlich konsequenter und ernsthafter versuchte Kavanagh 1948 in dem nachfolgenden Roman Tarry Flynn sein eigenes ambivalentes oder widersprüchliches Wesen zu ergründen. Ebenso betont er in diesem Roman die Bedeutung der kleinen schönen Dinge für sein Leben: „O the rich beauty of the weeds of the ditches“ (dt. etwa: „Oh die reiche Schönheit der wuchernden Gräser der Gräben“). Demgegenüber nehmen seine Selbstzweifel in Self Portrait (1964) ein derartiges Ausmaß an, dass er sich in seiner Selbstdarstellung nahezu als Versager sieht.
Das schriftstellerische Schaffen von Kavanagh lässt sich in deutlich voneinander unterschiedene Abschnitte einteilen. Unter dem Einfluss von Bret Harte und Gertrude Stein können die Jahre zwischen 1928 und 1939 als Phase einer stürmischen Entwicklung begriffen werden, in der einige seiner eindrucksvollsten Gedichte entstanden, die 1936 in der Sammlung Ploughman and other Poems veröffentlicht wurden. Seine Lyrik aus dieser Zeit zeichnet sich vor allem durch eine lebendige, vitale Sprache aus, die nach magischer Wirkung trachtet und sich um die ursprüngliche Bildwelt des Kindes bemüht.
Dabei wird die oftmals hyperbolische Ausdrucksweise zugleich durch zahlreiche gänzliche neue Wortschöpfungen und mystische Aufladungen ergänzt. Hinter den Gedichten aus dieser Phase seines Schaffens steht vor allem eine Sinnlichkeit, die sich gegen die vorherrschende Leibfeindlichkeit und Verachtung alles Körperlichen durch den Katholizismus in Irland richtet.
Sein 1942 erschienenes Versepos in freien Rhythmen The Great Hunger drängt mit den darin enthaltenen tragenden Bezügen auf Zeugung und Geburt deutlich nach der Erfüllung sinnlicher Phantasien und Imaginationen.
Kavanaghs Übersiedlung nach Dublin 1939 bedeutete keinesfalls eine Loslösung von seiner Herkunft aus seinem dörflichen Umfeld Inniskeen. Die anschließende Phase hektischer journalistischer Aktivitäten begann mit Schriften höchst unterschiedlicher Qualität. Unter Eamon de Valera hatte er mit einer engstirnigen Zensur zu kämpfen und ließ sich auf mehrere Prozesse ein, die schließlich seine Gesundheit ruinierten.
Als 1955 mit dem Lungenkrebs ein Ende seines Schaffens drohte, empfand er das Überleben einer äußerst riskanten Lungenoperation als eine Form der Wiedergeburt („rebirth“) und entwickelte neue Lebenskraft und Energie, die zu einer sprachlich und gedanklich höchst vollendeten Lyrik führte.
Zahlreiche seiner in dieser Zeit verfassten Gedichte schrieb er in der klassischen Sonettform, so etwa in den Lyriksammlungen Recent Poems (1958) oder Come Dance with Kitty Stobling and Other Poems (1960) und Collected Poems (1964).
Mit der Virtuosität seiner Sprache verlieh Kavanagh der ansonsten stummen Landbevölkerung Irlands eine durchaus gewichtige Stimme. Zudem verschaffte er mit seiner unorthodoxen Einstellung ihr ein neues Gefühl der Freiheit gegenüber den bislang dominanten kanonischen Ansprüchen oder Zwängen des irischen Katholizismus.

## Kavanagh Fellowship
Die Witwe von Patrick Kavanagh hinterließ die Rechte und Lizenzgebühren für sein Werk Treuhändern, die mit den Einnahmen bedürftige irische Dichter mittleren Alters unterstützen sollen. 2014 erhielten Gearóid Mac Lochlainn, Joseph Woods and Enda Wyley Stipendien der Kavanagh Fellowship.

## Werke

### Lyrik
- 1936 – Ploughman and Other Poems
- 1942 – The Great Hunger
- 1947 – A Soul For Sale
- 1958 – Recent Poems
- 1960 – Come Dance with Kitty Stobling and Other Poems
- 1964 – Collected Poems (ISBN 0-85616-100-4)
- 1972 – The Complete Poems of Patrick Kavanagh, hrsg. von Peter Kavanagh
- 1978 – Lough Derg
- 1996 – Selected Poems, hrsg. von Antoinette Quinn (ISBN 0-14-018485-6)
- 2004 – Collected Poems, hrsg. von Antoinette Quinn (ISBN 0-7139-9599-8)

### Prosa
- 1938 – The Green Fool
- 1948 – Tarry Flynn (ISBN 0-14-118361-6)
- 1964 – Self Portrait (aufgezeichnete Aufnahme)
- 1967 – Collected Prose
- 1971 – November Haggard (Prosa- und Lyriksammlung, hrsg. von Peter Kavanagh)
- 1978 – By Night Unstarred (Konflationierte und vervollständigte Ausgabe von Peter Kavanagh)
- 2002 – A Poet’s Country: Selected Prose, hrsg. von Antoinette Quinn (ISBN 1-84351-010-3)

## Dramatisierungen und Adaptionen
- 1966 – Tarry Flynn, adaptiert von P. J. O’Connor
- 1986 – The Great Hunger, adaptiert von Tom Mac Intyre
- 1992 – Out of That Childhood Country von John McArdle unter Mitverfasserschaft seines Bruders Tommy und Eugene MacCabe (Darstellung der Jugend Kavanaghs auf Grundlage seiner schriftstellerischen Veröffentlichungen)
- 1997 – Tarry Flynn, adaptiert von Conall Morrison (Tanzspiel)
- 2004 – The Green Fool, adaptiert vom Upstate Theatre Project